# Xylophagidae
Famille
Les Xylophagidae sont une famille d'insectes diptères du sous-ordre des brachycères (antennes courtes).
Les larves sont souvent prédatrices : elles se nourrissent de larves d'autres insectes vivant dans le bois en décomposition (et pas directement du bois comme l'étymologie le laisserait penser).

## Systématique
La famille a été décrite par l'entomologiste suédois Carl Frederick Fallén en 1810.

### Synonymie
- Heterostomidae Nagatomi, 1984

### Taxinomie
Liste des sous-familles et genres
Selon ITIS (28 févr. 2013) :
- sous-famille Coenomyiinae
- sous-famille Xylophaginae

Selon Paleobiology Database (28 févr. 2013) :
- sous-famille Coenomyiinae
- sous-famille Rachicerinae
- genre Xylophagus

Selon Catalogue of Life (28 févr. 2013) :
- genre Anacanthaspis
- genre Arthropeas
- genre Coenomyia
- genre Dialysis
- genre Exeretonevra
- genre Heterostomus
- genre Odontosabula
- genre Rachicerus
- genre Xylophagus